# 法人臨時特別税
法人臨時特別税 （ほうじんりんじとくべつぜい） は、1990年に勃発した湾岸戦争に係る平和回復活動の支援のため、湾岸地域における平和回復活動を支援するため平成二年度において緊急に講ずべき財政上の措置に必要な財源の確保に係る臨時措置に関する法律（平成3年3月13日法律2号）に基づいて、法人の1991年（平成3年）4月1日から1992年（平成4年）3月31日までの期間（指定期間）内に終了する事業年度について臨時的・時限的に課された税金である。
法人臨時特別税の課税標準は、法人の法人税額（基準法人税額）から年当たり300万円を控除した残額（課税標準法人税額）であり、これに税率2.5％を乗じて税額が算出された。